# Het vibreerputje
Tom Poes en het vibreerputje of kortweg Het vibreerputje is het 34ste verhaal uit de Bommelsaga, geschreven en getekend door Marten Toonder. Het verhaal verscheen voor het eerst op 6 januari 1949 en liep tot 8 maart van dat jaar. Thema: Commerciële exploitatie van artistieke Waarden.

## Samenvatting
Heer Bommel krijgt ongewenst bezoek van Terpen Tijn en de dichtende broers Antonius & Gerardus Flambard. De schilder vindt een ondergrondse bron; wanneer de politie aankomt om de schilder weg te krijgen biedt deze de politie wat van het bronwater aan. Commissaris Bulle Bas begint vervolgens te dansen. Steeds meer mensen komen op het putje af, onder hen is ook journalist Argus en de burgemeester. Iedereen die van het water drinkt voelt zich als een kunstenaar. Heer Bommel weet niet wat te doen en gaat met Tom Poes naar zijn advocaat. Helaas heeft deze ook de trilling van de bron op zich laten inwerken.
Heel Rommeldam is nu onder invloed van het vibreerputje, de twee duistere zakenlieden Super en Hieper persen de inwoners af met veel te hoge prijzen en tolbomen. Tom Poes besluit dat hij er zelf een einde aan moet maken. Nadat hij bij kasteel Bommelstein een vat petroleum is gaan halen giet hij het leeg in de bron. Bul Super heeft door dat Tom Poes iets aan het plannen is en wil hem verjagen. Hij gooit een brandende tak naar Tom Poes maar mist. Niet veel later verandert het vibreerputje in een vuurzee. Super en Hieper proberen te vluchten met alle levensmiddelen van de stad. Ze worden echter tegengehouden door heer Bommel en Tom Poes in de Oude Schicht. Op het einde van het verhaal helpen de dichters met het dichten van het vibreerputje.
Dit verhaal werd ook als oblong-boekje uitgegeven. Uitgever en datum zijn onbekend.